# 奧福德港

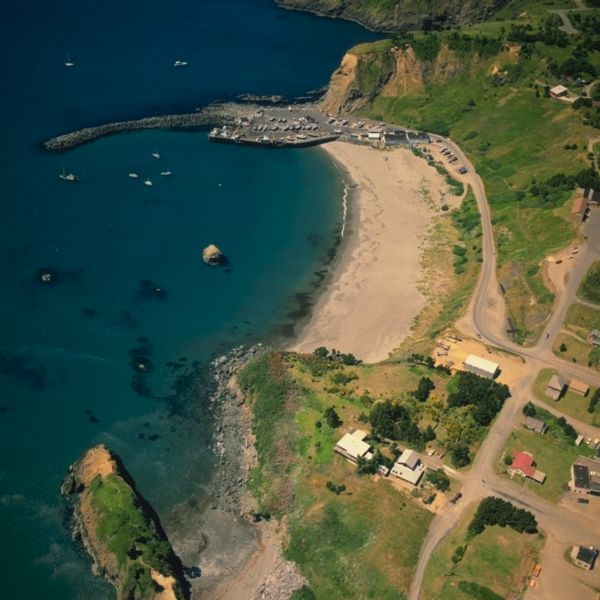
奧福德港

奧福德港（Port Orford）是美國奧勒岡州柯里縣的一座城鎮，靠近奧勒岡州最西端布蘭科角，人口1,146人。